# ヒーリングタイム&ヘッドラインニュース
ヒーリングタイム&ヘッドラインニュースは、TOKYO MXで1997年より放送されているつなぎ番組である。

## 概要
種々の映像とBGMの音楽とともに文字ニュースのテロップと天気情報が流れて構成され、マルチ編成開始の2006年7月以降は主にデジタル放送のTOKYO MX2で放送されている。

## 番組内容
映像
猫・犬・リスなどの動物とそれに触れあう人々の映像、国内や海外の有名な観光地・施設・街並み・自然の映像、車両の映像、ミニチュア模型の映像などが用いられている。ティルトシフトレンズを使って撮影された特殊映像が用いられている場合もある（プログラム「郷」参照）。
BGM
ヒーリング・ミュージック、ポップス、ハウス・ミュージック、ジャズ、ボサノヴァなど幅広いジャンルの音楽が用いられる。
（使用BGMは変更される場合もある）
文字ニュース
政治情報・社会情報・国際情報・経済情報・医療健康情報・スポーツ情報・プロ野球情報(試合結果・順位）・為替情報（ドル円、ユーロ円）などのテロップが画面下部で右から左に向かって流れる。
天気情報
関東地方の天気、降水確率、気温が画面上部の左側に表示される。天気情報の左側に現在時刻（時分）が表示される。
　各プログラムの映像内容は以下の通りである。

## 番組詳細

### 2025年3月現在の放送内容

#### 制作：STUDOIO OGATA（撮影/ディレクター 尾形賢）[注釈 1]

##### 東京点描 城西 ♯2
- 町田市「旧白洲邸 武相荘」
- 世田谷区「寺田模型店」
- 立川市 「国営昭和記念公園」
- 八王子市「高尾山ケーブルカー /高尾山薬王院」
- 青梅市 「青梅レトロタウン/昭和レトロ商品博物館/御岳渓谷」

##### 路面電車のある風景 ♯1 （早稲田〜飛鳥山）
- 「早稲田駅」
- 「面影橋」
- 「新宿歴史博物館」
- 「学習院下」
- 「鬼子母神」
- 「CHIPs」
- 「大塚駅及び周辺」
- 「旧古河庭園」
- 「飛鳥山公園」
- 「北区飛鳥山博物館・あすかパークレール」

##### 路面電車のある風景 ♯2 （王子駅〜三ノ輪）
- 「王子駅」
- 「名主の滝公園」
- 「梶原駅/菓匠明美」
- 「荒川車庫前」
- 「都電おもいで広場」
- 「都電荒川車庫」
- 「Cool Café &Cool  Auction」
- 「ミニ厨房案」
- 「尾久八幡神社」
- 「荒川自然公園」
- 「三ノ輪橋駅・三ノ輪橋商店街」

##### 東京点描　城東♯1
- 「芝浦アイランド〜お台場〜豊洲　東京湾クルージング」
- お台場「船の科学館 南極観測船宗谷/Venus Fort / 大観覧車/ Mega WeB」
- 「佃島」
- 門前仲町「富岡八幡宮骨董市&深川不動堂」
- 豊洲「キッザニア」

##### ねこの足跡♯1（看板猫編）
- 水戸市「タバコ屋の看板猫 ハチ」
- 荻窪ポロン亭「看板犬ブン太と看板ねこ達
- 伊豆高原はちみつ店「 美人看板猫 み〜ちゃん」
- 富士サファリパーク ネコの館

##### ねこの足跡♯2（ 看板猫編）
- 品川区「サノスケ不動産  サノスケ社長」
- 江東区「焼き鳥鳥満  とん平」
- 「ニャンカレトーナメント優勝ねこ リズ」
- 新宿区「新宿スタジオの 猫 猫 猫」

##### ねこの足跡 ♯3 （全国人気看板猫）
- 那須郡「 北温泉旅館 ももちゃん」
- 伊豆高原 「プチホテルフロマージュ キャンディ&ホタル」
- 射水市 「副船長のみ〜ちゃん」
- 会津鉄道 「芦ノ牧温泉駅  名誉駅長らぶ」
- 水戸市「タバコ屋の看板猫ハチ」

##### ジオラマ♯1
- 遠藤大樹「 涼風」
- 西村慶明「燻製工場 /スチームボートの造船場」
- 太田隆司「潮騒のクロスロード /門司駅」
- 山本高樹「あの日の駄菓子屋/ガードパラダイス/モダン都市銀座」

##### ジオラマ♯2
- 山野順一朗「上松Ωループ/国鉄丸亀駅
- 江戸東京博物館「銀座の煉瓦街」
- 畑川政勝「バエルンプラス鉄道/桃山鉄道 湯の花線」
- 芳賀一洋「東屋/白い石炭商人」

##### ジオラマ♯3
- 杉山武司「町の修理屋さん」
- 新美康明collection「ビアトリクス ポター Hill top house」
- 山野順一朗「機関庫」
- 相澤和子「里帰り」
- 木下雅文「模型ヒコーキ」
- たかばやしりつこ「家族〜セピア色の京橋」

##### ブリキの時間箱♯1  （北原照久collectionより）
- 「河口湖 北原ミュージアム」
- 羽田空港第二ターミナル「SF &RBOT展」

##### ブリキの時間箱♯2  （北原照久collectionより）
- KYOBASHI EDO GRAND 「1964東京オリンピックその時代展」
- 「横浜ブリキのおもちゃ博物館」

##### 東京レトロ物語
- 小金井市「江戸東京たてもの園」
- 福生市「BIG MAMA」
- 雑司が谷「旧宣教師館 」
- 世田谷区「Parc –ferme」
- 品川区 折舘商店「 髪切屋」

##### 東京点描 （谷中 根津 千駄木）
- 谷中銀座「夕やけだんだん坂/ねこあくしょん/人気猫ミースケ」
- 「根津神社」
- 「HAPPY KOARA」
- 「スギヤマアートルーム」
- 「朝倉彫塑館」
- レトロ喫茶「花歩」
- 「上野千駄木あたり」

##### 散歩の風景 （横浜 湘南 箱根）
- 横浜みなとみらい21「マリンタワー/港の見える丘公園/赤レンガ倉庫」
- 鎌倉市「 稲村ヶ崎」
- 藤沢市「江ノ島/江ノ島神社/シーキャンドル」
- 箱根町「大涌谷/芦ノ湖/箱根神社/箱根関所」

##### ミュージアムcruise
- 文京区 「Ten Q 宇宙ミュージアム」
- 港区台場「 東京トリックアート迷宮館」
- 港区「アクセルアクアパーク品川」
- 葛飾区 「帝釈天題経寺/法華経説話彫刻/矢切の渡し/寅さん記念館」

##### 散歩の風景 （千葉北総）
- 犬吠埼「君ケ浜しおさい公園/犬吠埼灯台」
- 銚子電鉄戸川駅
- 香取市「佐原小江戸町並み/伊能忠敬旧宅/小野川巡り/水郷佐原水生植物園/香取神社」
- 印旛郡「酒々井ハーブガーデンハーブの丘」
- 「印旛沼の遊歩道」
- 印旛郡「房総のむら」

##### Artist（感性と想像力の表現者）
- ドールハウス作家 三浦こずえ「毛糸屋さん/魔法の図書館」
- 色鉛筆画家 林亮太「水音/桜橋/五月雨の道」
- ティッシュペーパー造形作家 駒宮洋「ティッシュ昆虫」
- 美術家 木津文哉「平面絵画/ジオラマ 操車場」
- 写実絵画ホキ美術館   五味文彦「レモンのある風景」
- 大矢英雄「まどろみ醒める午後」島村信之「響」
- 青木敏郎「白デフォルトの焼き物と獅子果物達」

##### 東京点描 城南1 （等々力〜城南島〜羽田）
- 等々力「等々力不動尊/等々力渓谷」
- 「城南島海浜公園」
- 羽田空港 第一ターミナル 第二ターミナル「屋内展望フロアー/屋外展望フロアー/THE HANEDA HouSE/LUXURY FLIGHT/展望デッキ 星屑のステージ」

##### 東京点描 散歩の風景（墨田・台東〜日本橋〜東京BAY）
- 「隅田川周辺」
- 「東京スカイツリー 昼間〜夕景〜夜景」
- 日本橋「日本橋アートアクアリウム美術館」
- 「TOKYO BAY Cruise  昼間〜夕景」

##### 東京点描 （池上線の通る街角）
- 蒲田「蒲田駅/蒲田駅周辺」
- 池上「池上本門寺/昔の写真/池上会館」
- 多摩川「多摩川河川敷/多摩川台公園」
- 「南雪谷/石川台駅/洗足池駅」
- 洗足池「洗足池公園/御松庵妙福寺」
- 五反田「五反田駅/五反田周辺」

##### にゃんタレMovie（タレント猫のまるもふ気分）
- 「マイコ」
- 「ドロップ」
- 「あなご」
- 「金時」
- 「きっぷ」
- 「春馬」

##### 東京BAY cruise （東京湾岸巡り）
- 東京水辺ライン「両国リバーセンター発着所〜ウォーターズ竹芝発着所」
- 竹芝「ウォーターズ竹芝」
- 東京水辺ライン「ウォーターズ竹芝発着所〜お台場海浜公園発着所」
- お台場「お台場海浜公園」
- 東京水辺ライン「お台場海浜公園発着所〜葛西臨海公園発着所」
- 都立葛西臨海公園「芝生広場/ダイヤと花の観覧車/汐風の広場」
- 天王州アイル「天王洲周辺/T・Y  HARBOR」

##### miniature ART
- 高橋起弥「横浜浪漫物語」
- 尾形賢「罔象-水の神様/blues/17歳の風色/京都点描mini」
- 土屋靜「信州こもろ酒店」

##### 東京点描 （上野そして芝）
- 上野「上野東照宮/上野不忍池/国立科学博物館」
- 港区「浜松町周辺/大本山 増上寺/芝公園」

##### 東京点描 （散歩の風景 夏から秋）
- 江東区「日本科学未来館」
- 渋谷区「渋谷スクランブルスクェア」
- 世田谷区「下北沢下北路線街/TOLO/白毛のシュークリーム工房」
- 港区「国立科学博物館付属 自然教育園」
- 足立区「六町ミュージアム・フローラ」

##### 東京点描 （散歩の風景 水と自然と雑貨屋さん）
- 東久留米市「落合川/竹林公園/落合川 いこいの水辺」
- 中央区「佃島」
- 新宿区「新宿御苑」
- 世田谷区「Perch/切り絵ボトルアート カミヤ・ハセ」

##### 東京点描 （散歩の風景・・・春）
- 神楽坂「カナルカフェ 」
- 千代田区「日本カメラ博物館/JCIIフォトサロン」
- 渋谷区「恵比寿ガーデンプレイス」
- 鳥取県「植田正治写真美術館/鳥取砂丘」
- 文京区「小石川後楽園」

##### 東京点描 （あきる野）
- あきる野市「養沢毛鉤専用釣り場」「大岳鍾乳洞」「小滝」「大岳沢ふれあいの道/大滝」「magonote village」「大黒屋」「養沢川」

##### Museum cruise ♯2
- 箱根町仙石原「箱根ガラスの森美術館  ヴェネチアン・グラス美術館」
- 埼玉県飯能市「MooMIN VALLEY –PARK/宮沢湖」
- 富士河口湖町「富士山」「河口湖 音楽と森の美術館/オルガンホール/コンサートホール」

##### レトロな気分
- 群馬県吾妻郡「ロックハート城」
- 北原照久collection「北原氏アトリエ/KYOBASHI EDO GRANDソフトビニール展」
- 埼玉県所沢市「ところざわ自動車学校/クラッシックカーフェティバルinところざわ/澤田福衛collection」
- 西武園ゆうえんち「夕日の丘商店街」

##### Miniature fantasy（ジオラマ♯5）
- 西村慶明「トロピカル リゾート」
- 藤平 翔  「ワイルド ウエスト/ザ・ビーチ」
- 河合行雄/朝子/ASAMI「武器屋」
- 高橋起弥「丘の上の時計塔」

#### 制作：不明

##### 夜の首都高
- 首都高全域

##### 工場夜景クルーズ
- 京浜工業地帯

##### キャンプ編 東京都檜原村
- 東京都桧原村

### 旧記事

#### ねこの足跡[4]
・【映像】
福ねこの八、看板犬ブン太とねこ達、はちみつ店の看板猫ミー、ネコの館（富士サファリパーク）、サノスケ社長（猫）、焼鳥屋の看板猫トンペイなど
・【BGM】
演奏：銀河管弦楽団　曲：BLUE & WHITE、風ーKAZEー、草原の子守唄、ヴォイス・オブ・ネイチャーなど

#### 東京点描　城西１[6]
・【映像】
深大寺、グランベリーモール、町田リス園、サンリオピューロランドなど
・【BGM】
演奏：DAISHI DANCE(ピアノハウス）　曲：Beautiful This Earth、WIND LINER、LET LIFE LOOSE、MOON GARDENなど

#### 東京点描　城北１[7]
・【映像】
北の丸公園、不忍池、下町風俗資料館、根津神社、椿山荘など
・【BGM】
演奏：Be.Plays YUZU (アコースティックギター・デュオBe.によるゆずの曲のカバー）　曲：春風、超特急、桜木町、明日天気になぁれなど

#### 東京点描　城北2[8]
・【映像】
六義園、とげぬき地蔵尊 高岩寺、あらかわ遊園、ぬりえ美術館、サンシャイン水族館、ナムコ・ナンジャタウン、湯島天満宮など
・【BGM】
演奏：ゼクシィ presents 心をつなぐ Wedding Songs　曲：やさしさに包まれたなら (荒井由実)/高木綾子(フルート)、言葉にできない (小田和正)/松本茜(ピアノ) 、糸 (中島みゆき)/林そよか(ピアノ) 、セロリ (山崎まさよし)/加羽沢美濃(ピアノ) 、らいおんハート/加羽沢美濃(ピアノ) 、Everything (MISIA)/加羽沢美濃(ピアノ) など

#### 東京点描　城南1[11]
・【映像】
皇居、桜田門、汐留、ゆりかもめ、浜離宮恩賜庭園など
・【BGM】
演奏：古澤巌(ヴァイオリン）　曲：アルバム「Le Grand Amour」よりラベンダーの咲く庭で、ニューシネマパラダイスMedleyなど

#### 東京点描　城南2[12]
・【映像】
多摩川、多摩川台公園、ラ・ヴィータ自由が丘、池上本門寺、昭和のくらし博物館など
・【BGM】
演奏：ITO AKIKO (フルート　ジャズ）　曲：アルバム「MEMORY LANE 〜思い出の小道」よりEu amo o Brasil、Necessary、FATHER'S VOICE、BATUCADA BOSTONIAN、MY LITTLE DOGなど

#### 郷[13]
・【映像】
ティルトシフトレンズを使って撮影された特殊映像。いすみ鉄道の車両及び風景、秩父鉄道の蒸気機関車及び風景、銚子電鉄の車両及び風景など
・【BGM】
演奏：→Pia-no-jaC←(ピアノとカホンのユニット）　曲：メインストリート・エレクトリカルパレード [ディズニーランド] 、ミッキーマウス・マーチ [ミッキーマウス・クラブ]|星に願いを [ピノキオ]、さらば愛しきストレンジャー、Typhoon (DAISHI DANCE Remix)など

#### 路面電車のある風景その1
・【映像】
都電荒川線（早稲田ー飛鳥山）の車両とその周辺の街並みや風景、昔の写真など
・【BGM】
演奏：秋山暁子（ピアノソロ）　曲：アルバム「夢」より 仄か、玉響、雨夜の月、素朴雨など

#### 路面電車のある風景その2
・【映像】
都電荒川線（王子ー三ノ輪）の車両とその周辺の街並みや風景、昔の写真など
・【BGM】
演奏：押尾コータロー（アコースティックギター）　曲：アルバム「Hand to Hand」より Go Ahead、雨上がり、手のひら、草笛など

#### 鳥取点描[15]
・【映像】
鳥取砂丘、わらべ館、仁風閣、浦富海岸など
・【BGM】
演奏：深町純(ピアノソロ）　曲：アルバム「花」より梅　～武蔵野～、フリージア、さくら、太陽の花など

#### 長崎点描[16]
・【映像】
平戸市川内峠、平戸ザビエル記念教会、幸橋 (平戸市)、ハウステンボスなど
・【BGM】
演奏：福井ともみ（ジャズ　ピアノ）　曲：アルバム「TOMOMI'S JAZZ POTPOURRI」よりBig Mama、314D、Breatfast in Tripoliなど

#### ジオラマ
・【映像】
遠藤大樹（立体造形作家）制作の模型、西村慶明（ジオラマ作家）制作の模型、太田隆司（ペーパーアーティスト）制作の紙の模型など
・【BGM】
演奏：bohemianvoodoo（モダンジャズ）　曲：アルバム「SCENES」より Adria Blue、Spirit of Liberty、Double Sunrise、Bird Innなど

#### ハワイ[22]
・【映像】
ハワイのビーチ、街並み、自然など
・【BGM】
アルバム：ALOHA J SONGS（J-POPや日本の名曲をハワイのアーティストが英語でカヴァー）　曲：壊れかけのRadio （カレオ・アグサルダ）、LOVE LOVE LOVE （ENGLISH VERSION）、オリビアを聴きながら （スター・カラヒキ）、LA LA LA LOVE SONG （コリー・オリヴェロス）など

#### ベルギー[23]
・【映像】
ベルギーの街並み、公園、建築物、自然など
・【BGM】
演奏：秋山暁子（ピアノソロ）　曲：アルバム「凛風」より雨、たゆたい、古都、凛風など

#### イタリア
・【映像】
イタリアの街並み、風景、自然、寺院などの建築物
・【BGM】
演奏：coba(アコーディオン）　曲：遠くなる街、deja vuがにげる頃、ヴィーナス誕生、SARA、プシュケなど

## 放送時間
フィラー番組という性質上、デジタル放送のメインチャンネルであるS1(12セグメント091ch、ワンセグ691ch)やアナログ放送では深夜や早朝に放送される。
デジタル放送に限ってはマルチチャンネル編成の為、サブチャンネルであるS2(12セグメント092ch、ワンセグ692ch)では全日帯にも放送される。

### デジタルS1・アナログ
アナログ単独放送時代を含めて2009年10月までの放送分では「Healing Time」という番組名であったが、2009年11月からアナログ・デジタルS1/S2全てで同時に「ヒーリングタイム＆ヘッドラインニュース」に改題され、マルチ編成開始以来のデジタルS2との番組名統一となった。
改題前の2009年10月まで右上に番組名テロップが表示されていた。
S2放送時同様選曲名テロップが表示されている（「TOKYO COLORS」を除く）。
アナログ放送およびTOKYO MX1(091ch・092ch)では平日に1回深夜に放送されている。
放送枠の境目の1分間は天気情報やCM（ほとんどが番宣や公共広告）を放送。
デジタルS1での放送時間（2012年4月現在）
- 火・水曜 3:30 - 5:00
- 木曜 4:00 - 5:00
- 金曜 3:30 - 4:30

番組状況により変動する。
月曜早朝（日曜深夜）は2:00（26:00）から6:00まで定期メンテナンスを行う（終夜放送を行わない）ため放送されない。また、2011年3月までは土曜も放送があった（2010年3月に一旦放送終了したが後に復活）。また日曜にも放送があった。
また、東京都に台風が接近している場合、「台風情報」という扱いで深夜に放送することがある（約10分おきに中断し現況を自動放送）。

#### デジタルS1・アナログにおける2006年7月以降の過去の放送内容
さくら篇
| 2010年3月8日 -                     |
| ---------------------------------- |
| 土・日・祝日 月 - 金 月 - 金・祝日 |

台場・夜編　または「お台場（ミッドナイト）」
曲目：フォレスト／ジョージ・ウィンストン
曲：カラマツ、禁じられた森、ゆりかご、朝のうち曇り、モン・アンファン、幻に誘われて、ウォーキング・イン・ジ・エアー（計7曲）
放送期間はかなりの長期にわたり、知名度も高く、深夜帯「Healing Time」の代名詞ともいえる程であった。
12月のクリスマス時期になると、クリスマスソングを中心にかけていた時期もあった。ちなみに映像内容は同じ物であった。
| 2009年10月31日まで                                                   |
| -------------------------------------------------------------------- |
| 水・金 3:00 - 4:00 木 3:30 - 4:00 日 4:00 - 4:55 火 - 土 4:30 - 5:00 |

台場・昼編　または「お台場」
曲目：サマー／ジョージ・ウィンストン
朝帯および都知事定例会見などの穴埋め枠として放送されていた。
現在は放送されていない。
| 2009年3月29日まで |
| ----------------- |
| 日 5:30 - 5:55    |

TOKYO COLORS
BS11デジタルでも不定期に放送されている東京都製作の観光ビデオで、放送ラインナップでは唯一の16:9画角放送。BGMはオリジナル楽曲。詳しくは当該項参照。
| 2009年1月19日 - 3月     | 2009年4月 - 10月    | 2009年11月 -   |
| ----------------------- | ------------------- | -------------- |
| 月 - 木・土 4:00 - 4:30 | 月 - 土 4:00 - 4:30 | 火 3:00 - 3:30 |

上野公園篇
現在は放送されていない。
| 2009年11月 -        |
| ------------------- |
| 火 - 金 3:30 - 4:00 |

晩秋・新宿御苑篇
現在は放送されていない。
| 2009年11月 - 12月6日 |
| -------------------- |
| 火 - 金 4:00 - 4:30  |

深川七福神篇
| 2009年12月7日 -     |
| ------------------- |
| 火 - 金 4:00 - 4:30 |

皇居・銀座篇
現在は放送されていない。
| 2009年11月 - 12月6日 |
| -------------------- |
| 火 - 土 4:30 - 5:00  |

自然教育園篇
| 2009年12月7日 -     |
| ------------------- |
| 火 - 土 4:30 - 5:00 |

瀑水篇
曲目：JAZZ Millennium RED／VARIUS
現在は放送されていない。
| 2009年1月18日まで       |
| ----------------------- |
| 月 - 木・土 4:00 - 4:30 |

### デジタルS2
2006年7月マルチ編成開始に伴うS2独自編成開始から2009年10月までは「ヘッドラインニュース」という番組名であったが、2009年11月からアナログ・デジタルS1/S2全てで同時に「ヒーリングタイム＆ヘッドラインニュース」に改題され、マルチ編成開始以来のアナログ・デジタルS1との番組名統一となった。右上にはTOKYO MXロゴを透かし表示（チャンネルロゴ表示）。
TOKYO MX2(093ch)では5分～1時間の枠で1日10回程度放送されている。
毎正時直前に10秒間「ゆめらいおん」（局キャラ）の局IDが放送される。また、仕様上これの前後に番組がない場合1 - 2秒途切れる。

#### S2での放送時刻（2010年4月以降）
| 時間帯    | 日            | 月                          | 火                          | 水                          | 木                          | 金                          | 土            | 祝日(土、日除く)            |
| --------- | ------------- | --------------------------- | --------------------------- | --------------------------- | --------------------------- | --------------------------- | ------------- | --------------------------- |
| 深夜      | 1:00 - 2:00   | 0:30 - 2:00                 | 0:30 - 1:00                 | 0:30 - 1:00                 | 0:30 - 1:00                 | 0:30 - 1:00                 |               | 各曜日参照                  |
| 朝        | 9:00 - 9:30   | 5:00 - 6:30 11:20 - 11:30   | 5:00 - 6:30 11:20 - 11:30   | 5:00 - 6:30 11:20 - 11:30   | 5:00 - 6:30 11:20 - 11:30   | 5:00 - 6:30 11:20 - 11:30   | 8:30 - 9:30   | 5:00 - 6:30 8:30 - 11:30    |
| 昼 - 夕方 | 13:00 - 16:30 | 12:00 - 12:29 15:20 - 16:30 | 12:00 - 12:29 15:20 - 16:30 | 12:00 - 12:29 15:20 - 16:30 | 12:00 - 12:29 15:20 - 16:30 | 12:00 - 12:29 15:20 - 16:30 | 13:00 - 16:30 | 12:00 - 16:30               |
| 夜        |               | 20:00 - 21:30               | 20:00 - 21:30               | 20:00 - 21:30               | 20:00 - 21:30               | 20:00 - 21:30               |               | 20:00 - 21:30 21:45 - 22:00 |

#### デジタルS2における2006年7月以降の過去の放送内容
富士山編（富士篇）
2009年10月以前と同年11月以降の映像内容は別である。11月以降放送分は新たに撮り直された物を使用。
| 2009年4月                                                                | 2009年5月         | 2009年9月下旬・10月                                                                                      | 2009年11月 -                                              |
| ------------------------------------------------------------------------ | ----------------- | --- | --------------------------------------------------------- |
| 月 - 金 19:00 - 20:00 土 8:30 - 9:30 日 9:00 - 9:30 土・日 13:00 - 14:00 | 祝日 9:30 - 10:30 | 月 - 金・祝日 21:00 - 21:30 月 - 金 21:50 - 22:00 祝日 21:45 - 22:00 日・月 1:00 - 2:00 祝日 0:45 - 1:30 | 土・日 14:00 - 15:00 日・月 1:00 - 2:00 祝日 9:30 - 10:30 |

その他にも、2009年11月以降分の金曜15時台の石原知事定例記者会見中継の早終了時及び、金曜深夜のS2の石原知事定例記者会見・20時台のTOKYO MX NEWS再放送セット放送枠早終了時にも放送枠を埋める為に放送される（この場合右上の選曲テロップはなく、通常放送分とはまた違った独自選曲となる）。
TOKYO COLORS
| 2009年3月             | 2009年4月 - 10月2日                                            | 2009年11月 -                                                   |
| --------------------- | -------------------------------------------------------------- | -------------------------------------------------------------- |
| 月 - 金 12:00 - 12:29 | 月 - 金 12:00 - 12:29 祝日 12:00 - 13:00 月 - 金 20:00 - 21:00 | 月 - 金 11:20 - 11:30 月 - 金 21:00 - 21:30 祝日 10:30 - 11:30 |

自然教育園篇
| 2009年12月7日 - 21日 | 2010年1月4日 - 8日、18日                  | 2010年3月11・12日 |
| -------------------- | ----------------------------------------- | ----------------- |
| 月 19:00 - 19:30     | 月 - 金 19:00 - 20:00 18日は19:30 - 20:00 | 17:00 - 18:00     |

深川七福神篇
| 2009年12月7日 -                                  |
| ------------------------------------------------ |
| 土・日・祝日 16:00 - 17:00 月 - 金 16:00 - 16:30 |

ねこ篇
| 2010年2月13日 -                                          |
| -------------------------------------------------------- |
| 土・日・祝日 13:00 - 14:00 日 0:30 - 1:00 月 0:00 - 1:00 |

石神井公園篇
| 2010年3月8日 -                                                                          |
| --------------------------------------------------------------------------------------- |
| 月 - 金 12:00 - 12:29 祝日 12:00 - 13:00 土 8:30 - 9:30 日 9:00 - 9:30 祝日 8:30 - 9:30 |

さくら篇
| 2010年3月8日 -                                                               |
| ---------------------------------------------------------------------------- |
| 土・日・祝日 15:00 - 16:00 月 - 金 15:20 - 16:00 月 - 金・祝日 20:00 - 21:00 |

ブルー・ラグーン篇
| 2010年3月8日 -                        |
| ------------------------------------- |
| 火・水・金 0:30 - 1:00 木 0:45 - 1:00 |

#### 過去の放送内容2
室久保川篇
| 2009年12月6日 - 2010年2月12日                                                                  | 2010年2月15日 - 3月5日                |
| ---------------------------------------------------------------------------------------------- | ------------------------------------- |
| 火・水・金 0:30 - 1:00 土・日・祝日 13:00 - 14:00 日 0:30 - 1:00 月 0:00 - 1:00 木 0:45 - 1:00 | 火・水・金 0:30 - 1:00 木 0:45 - 1:00 |

上野公園篇
| 2009年11月 - 2010年3月7日                                                    |
| ---------------------------------------------------------------------------- |
| 土・日・祝日 15:00 - 16:00 月 - 金 15:20 - 16:00 月 - 金・祝日 20:00 - 21:00 |

晩秋・新宿御苑篇
| 2009年11月 - 12月6日                             |
| ------------------------------------------------ |
| 土・日・祝日 16:00 - 17:00 月 - 金 16:00 - 16:30 |

皇居・銀座篇
| 2009年11月 - 12月6日                     |
| ---------------------------------------- |
| 月 - 金 19:30 - 20:00 祝日 19:00 - 20:00 |

紅葉編（紅葉篇）
2009年10月以前と同年11月以降の映像内容は別である。11月以降放送分は新たに撮り直された物を使用。
| 2009年9月下旬・10月                                                                    | 2009年11月 - 12月6日                                                                     |
| -------------------------------------------------------------------------------------- | ---------------------------------------------------------------------------------------- |
| 月 - 金 16:00 - 16:30 火・水・金 0:40 - 1:00 木 0:45 - 1:00 土・日・祝日 16:00 - 16:30 | 火・水・金 0:30 - 1:00 土・日 13:00 - 14:00 日 0:30 - 1:00 月 0:00 - 1:00 木 0:45 - 1:00 |

柿田川篇
| 2009年11月 - 2010年3月7日                                                               |
| --------------------------------------------------------------------------------------- |
| 月 - 金 12:00 - 12:29 祝日 12:00 - 13:00 土 8:30 - 9:30 日 9:00 - 9:30 祝日 8:30 - 9:30 |

勝どき橋・佃島編
曲目は桜編と同一。
| 2009年9月下旬・10月                                            |
| -------------------------------------------------------------- |
| 木 0:10 - 0:30 日 0:30 - 1:00 月 0:00 - 1:00 祝日 9:30 - 10:30 |

その他、2009年10月までは金曜15時台の石原知事定例記者会見中継の早終了時及び、金曜深夜のS2の石原知事定例記者会見・20時台のTOKYO MX NEWS再放送セット放送枠早終了時にも放送枠を埋める為に放送された。
隅田川編
| 2009年3月             | 2009年9月下旬・10月         |
| --------------------- | --------------------------- |
| 月 - 金 11:20 - 11:30 | 日 - 土・祝日 16:00 - 16:30 |

錦ヶ浦編
| 2009年5月まで        |
| -------------------- |
| 土・日 14:00 - 15:00 |

浅草・七福神編
| 2009年3月            |
| -------------------- |
| 土・日 14:00 - 15:00 |

梅・光編
| 2009年2月                                                       |
| --------------------------------------------------------------- |
| 日 - 水・金・土 0:00 - 1:00 木 0:00 - 0:30 土・日 16:00 - 17:00 |

乗鞍高原編
| 2009年4・5月                               |
| ------------------------------------------ |
| 月 - 金 15:20 - 16:00 土・日 15:00 - 16:00 |

新宿編
| 2009年4月                                  |
| ------------------------------------------ |
| 月 - 金 16:00 - 16:30 土・日 16:00 - 17:00 |

桜編
BGM曲目は勝どき橋・佃島編と同一。
| 2009年3月                                                       |
| --------------------------------------------------------------- |
| 日 - 水・金・土 0:00 - 1:00 木 0:00 - 0:30 土・日 16:00 - 17:00 |

下町・根津編
| 2009年4・5月                                                        | 2009年6月 - 7月中旬               | 2009年7月下旬 - 8月 | 2009年9月上・中旬                         |
| ------------------------------------------------------------------- | --------------------------------- | ------------------- | ----------------------------------------- |
| 月 0:00 - 1:00 火・水・金 0:20 - 1:30 木 0:20 - 0:30 木 0:45 - 1:30 | 木 0:20 - 0:30 日・月 0:00 - 1:00 | 日・月 0:00 - 1:00  | 日・月 0:00 - 1:00 火・水・金 0:00 - 0:10 |

晴海編
| 2009年3月                                                               | 2009年4月                                                         | 2009年5月          | 2009年10月                                                     |
| ----------------------------------------------------------------------- | ----------------------------------------------------------------- | ------------------ | -------------------------------------------------------------- |
| 月 1:00 - 2:00 火・水・金・土 1:00 - 1:30 木 0:45 - 1:30 日 1:00 - 2:00 | 月 - 金 11:20 - 11:30 月 - 金 21:00 - 21:30 月 - 金 21:50 - 22:00 | 祝日 10:30 - 11:30 | 月 - 金 12:00 - 12:29 月 - 金 20:00 - 21:00 祝日 12:00 - 13:00 |

明神池・河童橋編
| 2009年4・5月                              |
| ----------------------------------------- |
| 火・水・金 1:00 - 1:30 日・月 1:00 - 2:00 |

北の瞳編
| 2009年5月                                                                      | 2009年6月 - 9月中旬                                           |
| ------------------------------------------------------------------------------ | ------------------------------------------------------------- |
| 月 - 金 19:00 - 20:00 土 8:30 - 9:30 日 9:00 - 9:30 土・日・祝日 13:00 - 14:00 | 月 - 金 19:00 - 20:00 土・日 13:00 - 14:00 祝日 10:00 - 11:00 |

新緑編
最初の曲目を除いてBGM曲目は「花火編」と同一。
| 2009年5月 | 2009年6月 | 2009年7月上・中旬                                                                      | 2009年7月下旬 - 8月  |
| --- | --- | -------------------------------------------------------------------------------------- | -------------------- |
| 月 - 金 11:20 - 11:30 月 - 金 16:00 - 16:30 月 - 金 21:00 - 21:30 月 - 金 21:50 - 22:00 土・日 14:00 - 15:00 祝日 8:30 - 9:30 祝日 16:00 - 16:30 祝日 21:45 - 22:00 | 月 - 金 11:20 - 11:30 月 - 金 16:00 - 16:30 月 - 金 21:00 - 21:30 月 - 金 21:50 - 22:00 土・日 16:00 - 17:00 | 月 - 金 11:20 - 11:30 月 - 金 21:00 - 21:30 月 - 金 21:50 - 22:00 土・日 14:00 - 15:00 | 土・日 14:00 - 15:00 |

リゾート編
| 2009年6月                                                                       | 2009年7月 - 8月 |
| ------------------------------------------------------------------------------- | --- |
| 月 - 金 15:20 - 16:00 月 - 水・金 0:40 - 1:30 木 1:05 - 1:30 土・日 1:00 - 2:00 | 月 - 金 15:20 - 16:00 月 - 水・金 0:40 - 1:30 木 1:05 - 1:30 土・日 1:00 - 2:00 月 - 金 21:00 - 21:30 月 - 金 21:50 - 22:00 祝日 21:45 - 22:00 |

ホワイトビーチ編
| 2009年6月 - 8月                            |
| ------------------------------------------ |
| 月 - 金 16:00 - 16:30 土・日 16:00 - 17:00 |

知床編
| 2009年6月 - 8月               | 2009年9月上・中旬                                  |
| ----------------------------- | -------------------------------------------------- |
| 土 8:30 - 9:30 日 9:00 - 9:30 | 土 8:30 - 9:30 日 9:00 - 9:30 土・日 14:00 - 15:00 |

花火編
最初の曲目を除いてBGM曲目は「新緑編」と同一。
| 2009年7月下旬 - 8月                   |
| ------------------------------------- |
| 火・水・金 0:50 - 1:30 木 1:05 - 1:30 |

コスモス編
| 2009年9月上旬                         |
| ------------------------------------- |
| 火・水・金 0:50 - 1:30 木 1:05 - 1:30 |

五色沼編
| 2009年9月上・中旬                                                                                         |
| --- |
| 日・月 1:00 - 2:00 月 - 金 15:20 - 16:00 月 - 金 21:00 - 21:30 月 - 金 21:50 - 22:00 土・日 15:00 - 16:00 |

沼原湿原編
| 2009年9月上・中旬                          |
| ------------------------------------------ |
| 月 - 金 16:00 - 16:30 土・日 16:00 - 17:00 |

北の空と大地編
| 2009年9月下旬・10月                                                                                     |
| --- |
| 月 - 金 11:20 - 11:30 土・祝日 8:30 - 9:30 日 9:00 - 9:30 土・日・祝日 14:00 - 15:00 祝日 10:30 - 11:30 |

夜明けの上高地編
| 2009年9月下旬・10月                              |
| ------------------------------------------------ |
| 月 - 金 19:30 - 20:00 土・日・祝日 13:00 - 14:00 |

日本橋・七福神編
| 2008年12月                                 |
| ------------------------------------------ |
| 月 - 金 15:20 - 16:00 土・日 15:00 - 16:00 |

### 臨時編成
なお、特番・スポーツ中継、番組改編等により休止、変更する場合がある。
祝日の8:30と12:00からの枠は「東京マーケットワイド」の代替番組である。
- デジタルS1・S2ともに、スポーツ番組の早終了等に急遽放送される場合、「ヒーリングタイム」名義で放送される事がある

## 番組の歴史
前身の開局以来の番組「おはようMX」（天気カメラにBGMがつく）が「おやすみMX」など各時間帯に拡大し、1997年からフィラー番組として「○○ヘッドラインニュース」というタイトルに変更された。このタイトル時は前番組から続く文字通りの文字ニュース番組であった。
背景として放送される映像は、当初は1997年の本番組開始より11年前に終了していた1985年10月5日から1986年3月29日にかけてテレビ神奈川で放送の日本初のBGV番組「サラダ・ボウル」の本編が転用されていた。30分毎に別の映像に差し替わったが、各回の映像はもともと30分に満たないので、各回のサブタイトルが出終わった直後からの映像を、計30分間になるまでリピートしていたり、テレビ神奈川での本放送時に2週に分割して放送した物を再編集して転用していた。（※MXテレビでの放送素材はテレビ神奈川で本放送された際の1インチCタイプアナログVTRの原版からデジタルベータカムVTRにダビングをした物が使われた）なお当時のMXテレビでは映像供給元を非公開としていたが、本番組開始の11年前に「サラダ・ボウル」を視聴していた視聴者には自明であった。その後、サラダ・ボウル以外の様々な映像も使われるようになった。
デジタルS1・アナログでの放送は深夜・早朝の1 - 2時間のみとなったが、2006年7月に開始された地上デジタル放送のマルチ編成（デジタルS2）において大幅に放送時間が増加している。
番組内では、各地域の映像と共にヒーリングミュージックが流れる（音楽は固定）。1作ごとに最大1時間まで放送されるが、本編は25分（「TOKYO COLORS」は14分30秒、「ねこ篇」は60分）のためそれが時間いっぱい繰り返される形となる。
- TOKYO COLORSを除き、すべて映像比率は4:3。
- デジタル放送の場合、S1・S2同時放送の場合はHD画質、デジタルS2のみ放送の場合はSD画質となる。

また、作品や放送時間については基本的に1ヶ月 - 3ヶ月で変更される（土日を挟んだ週明けの変更が多い）。
2009年11月から放送体制のリニューアルがあり、アナログ放送・デジタルS1/S2がいずれも「ヒーリングタイム＆ヘッドラインニュース」という番組名に改題され、映像素材も新たに撮り直された物に変更された。
また、2006年7月から2009年10月にかけて日曜日を除く深夜に放送していたアナログ放送・デジタルS1/S2同時放送時は地上デジタル放送のEPG（電子番組表）の番組詳細欄に放送素材が記載されていなかったが、リニューアルを期にS2独立放送枠とアナログ・デジタルS1/S2同時放送枠の事実上の統合が成されカッコ書きで放送素材タイトルが明記されるようになった。
画面右上には常時放送されるBGMの選曲タイトルも挿入されるようになり、選曲も以前とは違いピアノ楽曲中心の選曲から変化しクラシック音楽を主体的に流すようになっている（一部の作品とBGMがオリジナル楽曲の「TOKYO COLORS」は選曲タイトル表示なし）。

### 他局のフィラー番組
- 映像散歩(NHK総合・Eテレ・BS)
- オールナイトミュージック(テレビ東京)
- 朝の周波数カード(tvk)
- 沖縄なう(QAB琉球朝日放送)
- Music Short Movie(東映チャンネル)

## 前後番組
| TOKYO MX フィラー番組 | TOKYO MX フィラー番組                                                        | TOKYO MX フィラー番組 |
| 前番組                | 番組名                                                                       | 次番組                |
| --------------------- | ---------------------------------------------------------------------------- | --------------------- |
| おはようMX            | ヘッドラインニュース ↓ Healing Time ↓ ヒーリングタイム＆ヘッドラインニュース | -                     |